# Stanislav
Stanislav (Duits: Stanislaus) is een oude Poolse mannelijke naam en de naam verwijst naar iemand die glorie of beroemdheid verwerft. De naam komt het meest voor in landen waar Slavische talen worden gesproken in Midden- en Oost-Europa, maar naamsvarianten worden in een groter gebied gesproken. Voorbeelden hiervan zijn:
- Stanisław (Pools);
- Stanislav (Bulgaars, Kroatisch, Oekraïens, Russisch, Servisch, Slowaaks en Tsjechisch);
- Stanislas (Frans);
- Stanislaus (Duits, Latijn);
- Stanislao (Italiaans);
- Estanislao (Spaans).

## Personen met deze naam

### Stanislas
- Stanislas Wawrinka (1985), Zwitsers tennisser

### Stanislav(s)
- Stanislav Angelov (1978), Bulgaars voetballer
- Stanislav Tsjertsjesov (1963), Russisch voetballer en voetbalcoach
- Stanislav Griga (1961), Slowaaks voetballer en -trainer
- Stanislav Grof (1931), Tsjechisch psychiater en psychotherapeut
- Stanislav Gross (1969), Tsjechisch minister-president
- Stanislav Janevski (1985), Bulgaars acteur
- Stanislav Jelínek (1945), Tsjechisch musicus
- Stanislav Manolev (1985), Bulgaars voetballer
- Stanislav Namașco (1986), Moldavisch voetballer
- Staņislavs Olijars (1979), Lets atleet
- Stanislav Pedõk (1988), Estisch voetballer
- Stanislav Petrov (1939), Russisch kolonel
- Stanislav Varga (1972), Slowaaks voetballer
- Stanislav Vlček (1976), Tsjechisch voetballer

### Stanislaw
- Stanisław Konarski (1700-1773), Pools veelzijdig persoon
- Stanisław August Poniatowski (1732-1798), Poolse koning
- Stanisław of Szczepanów (1030- 1079),  Poolse bisschop)
- Stanisław Wyspiański (1869- 1907), Poolse kunstenaar)
- Stanisław Ignacy Witkiewicz (1885- 1939), Poolse kunstenaar
- Stanisław Lem (1921- 2006), Poolse schrijver)
- Stanisław Haller (1872- 1940), Poolse generaal)
- Stanisław Kierbedź (1810- 1899), Poolse ingenieur)
- Stanisław Leszczyński (1677- 1766), Poolse koning)
- Stanisław Marusarz (1913- 1993), Poolse schansspringer)
- Stanisław Moniuszko (1819- 1872), Poolse componist)
- Stanisław Skalski (1915- 2004), Poolse piloot
- Stanisław Franciszek Sosabowski (1892- 1967) Poolse generaal)
- Stanisław of Skarbimierz (1365- 1431), Poolse schrijver)
- Stanisław Szukalski (1893- 1987), Poolse beeldhouwer)
- Władysław Stanisław Reymont (1867- 1925( Poolse schrijver, Nobel Prize)
- Stanislaw Kubicki (1889-1943), Duits schrijver, filosoof en schilder
- Stanisław Jerzy Lec (1909-1966), Pools dichter en aforist
- Stanisław Mikołajczyk (1901-1966), Pools politicus
- Stanislaw Sjoesjkevitsj (1934–2022), Wit-Russisch wis- en natuurkundige
- Stanisław Skrowaczewski (1923), Amerikaanse dirigent en componist
- Stanisław Sosabowski (1892-1967), Pools generaal-majoor
- Stanisław Marcin Ulam (1909-1984), Pools wiskundige

### Stanislaus
- Stanislaus Leszczyński (1677-1766), Poolse koning
- Stanislaus August Poniatowski (1732-1798), Poolse koning
- Stanislaus Kostka, Pools jezuïet (1550-1568)
- Stanislaus van Krakau (1030-1079), Poolse bisschop en heilige

## Overig
- CSU Stanislaus, Amerikaanse universiteit
- Orde van Sint-Stanislaus, Pools-Russische onderscheiding
- Stanislaus County, county in de Amerikaanse staat Californië
- Stanislaus (rivier), een rivier in de Verenigde Staten